# ردود فعل تنفسية مستحثة بالكحول
يتم التعرف بشكل متزايد على ردود فعل الجهاز التنفسي المستحثة بالكحول ، والتي تُعرف أيضًا باسم الربو الناجم عن الكحول والأعراض التنفسية المستحثة بالكحول ، كرد فعل تضيق قصبي مرضي لاستهلاك الكحول الذي يصيب العديد من الأشخاص الذين يعانون من شكل «كلاسيكي» من الربو ، ومرض انقباض مجرى الهواء عن طريق استنشاق المواد المثيرة للحساسية. تعكس تفاعلات الجهاز التنفسي الناجمة عن الكحول تشغيل آليات مختلفة وغالبًا ما تكون مرتبطة بالعناصر وتختلف عن تلك الخاصة بالربو التقليدي الناجم عن مسببات الحساسية.

## التشخيص
يمكن اقتراح تشخيص الأعراض التنفسية التي يسببها الكحول بشدة على أساس أسئلة الاستبيان. و يمكن استنباط الاستبيانات لتحديد أنواع محددة من المشروبات الكحولية التي تثير ردود الفعل ؛ التي أثارها واحد أو فقط أنواع قليلة ولكنها ليست أنواع أخرى من المشروبات الكحولية ، خاصة عندما تكون المشروبات (المشروبات الكحولية) هي النبيذ و / أو البيرة ، تشير إلى أن ردود الفعل ترجع إلى رد الفعل التحسسي الكلاسيكي لمسببات الحساسية في المشروبات ؛ تفضل ردود الفعل على جميع أنواع المشروبات الكحولية أو معظمها أساسًا وراثيًا (أي الأسيتالدهيد). يمكن إجراء مزيد من التمايز بين هذين السببين تحت إشراف طبي وتحديد ما إذا كان تناول محلول الإيثانول النقي المخفف بالماء يثير ردود فعل أو إذا كان مشروب كحولي مسيء ولكن ليس نفس المشروب بدون تفاعلات الإيثانول إما أن تفضي إلى وجود أساس وراثي يسببه الأسيتالدهيد للتفاعل.

## العلاج
تجنب الإيثانول هو العلاج الأكثر أمانًا والأرخص. في الواقع ، وجدت الدراسات الاستقصائية وجود علاقة إيجابية بين الحالات المرتفعة من تفاعلات الجهاز التنفسي المرتبطة بالكحول والتي تسببها الأليل glu487lys ALDH2 وكذلك الأسباب الأخرى لهذه التفاعلات وانخفاض مستويات استهلاك الكحول والإدمان على الكحول والأمراض المرتبطة بالكحول. [ و من الواضح أن الأشخاص الذين يعانون من رد الفعل هذا يفرضون سلوك تجنب الفعل. يوجد شرط هنا: يستخدم الإيثانول ، بتركيزات عالية بشكل مدهش ، كمذيب لحل أنواع كثيرة من الأدوية والمكونات الأخرى. هذا يتعلق بشكل خاص بالأدوية الباردة السائلة وغسولات الفم. و يشمل تجنب الإيثانول تجنب تناول هذه العوامل ، واعتمادًا على تاريخ الفرد وغسل الفم.